# 矢掛
矢掛（やかげ）は、岡山県小田郡矢掛町にある大字である。同町の役場所在地。かつての小田郡矢掛村にあたる。
近世においては、西国街道（近世山陽道）の宿場町として大いに繁栄した。現在も古い往時の町並みが残り、岡山県指定町並み保存地区となっている。また、当時から現在まで「柚餅子」が銘菓として知られる。
郵便番号は〒714-1201（矢掛郵便局管区）。

## 概要
町のほぼ中央に位置し、小田川の北岸に東西に長い町筋をつくっている。江戸時代、この町筋は西国街道で、その宿場町として栄え、往時を偲ばせる景観が今も保たれている。町並から外れた地点は田畑が広がり、北側から東側は山地に囲まれ、山麓に集落がある。南方は西から東へ小田川が流れ、西隣の東川面を北から流れてきた美山川が当地西南で小田川に合流する。このような立地から古くから度々水害に悩まされた。東川面と当地の境界は、美山川の旧河道の自然堤防である南北に長い微高地となっている。。
矢掛神社、真言宗多聞寺、同観音寺、同専教寺、曹洞宗瑞雲寺、同大光寺、浄土宗大書寺および妹尾兼康のいたという中山城跡、庭瀬藩陣屋跡、同義倉跡がある。また、旧矢掛本陣石井家、旧矢掛脇本陣高草家はともに原状のまま残り、国の重要文化財に指定されている。
以前は、米、麦、葉タバコ、ハッカ、イグサ、繭、木製品、焼き麩、手延べ麺等を主要産物した。現在は、米と手延べ麺以外は衰退している。
また、近世よりゆべしが銘菓として知られており、当地で宿泊した天璋院が大変気に入り、大量購入したことが記録に残っている。現代においても製造・販売されており、武者小路実篤も食し好評を博した。

## 沿革

### 歴史
この地方は古代には『和名抄』に載る小田郡実成（美奈利）郷の一部とされる。古代から山陽道の要地として集落が発達し、南北朝のころには、小田駅にかわって宿駅的集落になっていたらしく、応安4年（1371年）2月、九州探題となった今川貞世が西下の途中、矢掛に宿泊したことが彼が記した道中日記『道ゆきぶり』の中に記載されている。この頃は、矢掛は西実成村（西三成村）と呼ばれる地域の一部であった。
この地方は中世末期から毛利氏の勢力下におかれ、現矢掛町横谷から真備町に跨がる猿懸山城の庄氏が支配した。慶長5年9月の関ヶ原の戦いのあと徳川幕府領に入り、ついで備中松山藩池田氏の所領に移る。寛永12年（1635年）、参勤交代の制度が実施されると、矢掛は山陽道（西国街道）の宿場に定められ、本陣、脇本陣、問屋などが整えられた。寛永16年、池田氏が除封になると、一時幕府領に復したのち、元禄12年、庭瀬藩板倉氏の領地となった。
江戸時代には、宿駅に指定された町域（矢掛宿東西10町余、内8町御用宿役屋敷）を「失掛町」と称し、他の農村部（西三成村の一部）を「矢掛村」と称するようになった。矢掛村（町分）1,055石8斗12升3合、矢掛村（村分）は東三成村と併せて1,171石1斗4升4合、町分に大庄屋石井家があり代々本陣をつとめた。
明治5年、町分・村分を併せて1つの矢掛村とし、同22年6月1日、同郡小林村と合併して新たに矢掛村を置き旧村を大字とする。矢掛村は、同29年1月16日、町制を実施。昭和29年5月1日、同郡美川村など5村と合併して新しい矢掛町をつくった。

### 地名の由来
矢掛は、もと「屋影」もしくは「屋蔭」の字が使われていた。今川貞世は『道ゆきぶり』の中では「屋蔭といふ里にとどまりぬ」と記しており、この地でものにした「もののふの猛き名なれば梓弓やかげに誰かなびかざるべき」の一首を書きそえている。
「矢掛」の表記はこの歌からとって用いだしたという説があるが、詳細は分かっていない。

## 地勢
山岳
- 高妻山
- 茶臼山

河川
- 小田川
  - 美山川
  - 和田川

池
- 内神池
- 国司池
- 亀島池

## 行事
- 本陣マラソン - 2月
- 大仙院祭礼 - 3月
- 流しびな - 3月
- 吉祥寺かいどう祭り - 4月
- 矢掛土曜夜市 - 7月
- 矢掛宿場祭り（大名行列） - 11月

## 主要施設
公的施設
- 矢掛町役場
- 矢掛公民館
- 矢掛町観光案内所
- 矢掛町農村環境改善センター
- 矢掛コンポストセンター
- 農業集落排水処理施設西三成アクアセンター
- 井原警察署矢掛駅前交番

文化施設
- 矢掛町立図書館
- やかげ文化センター
- やかげ郷土美術館
- 古意庵美術館

教育施設
- 矢掛町立矢掛小学校
- 矢掛町立矢掛中学校
- 岡山県立矢掛高等学校

医療・福祉施設
- 矢掛保育園
- 矢掛町子育て支援センター
- 矢掛町老人福祉センター
- 介護付有料老人ホームハーモニーやかげ
- やかげの里デイサービスセンター
- 矢掛町介護老人保健施設たかまつ荘
- 矢掛町立健康管理センター
- 矢掛町国民健康保険病院
- おぐち整形外科

郵便局
- 矢掛郵便局

金融機関
- 中国銀行
- トマト銀行
- 笠岡信用組合

交通機関
- 井原鉄道矢掛駅

一般企業・商店・その他団体
- 井笠地区農業共済事務組合
- オージー栄養学研究所
- 共生
- タカヤ
- 山陽マルナカ
- Aコープ
- ホームセンタールック
- 鳥越製麺所
- 矢掛町商工会館

神社仏閣
- 矢掛神社
- 内神荒神社
- 稲荷宮
- 不動明王大前本宮
- 観音寺
- 専教寺 - 浄土宗本願寺派一乗山
- 瑞雲寺
- 日蓮宗矢掛教会

史跡・公園
- 矢掛町並み保存地区
  - 旧矢掛本陣石井家
  - 旧矢掛脇本陣高草家
  - 庭瀬藩矢掛陣屋跡
  - 庭瀬藩義倉跡
  - 本陣会館
- 中山城跡
- 矢掛町総合運動公園 - 東三成にまたがる。主要部は矢掛側。
- 亀島キャンプ場

## 交通
道路
- 国道486号
- 岡山県道35号
- 岡山県道64号

鉄道
- 井原鉄道井原線
  - 矢掛駅

旧街道
- 西国街道（近世山陽道）